# チェレゾーレ・アルバ
チェレゾーレ・アルバ（伊: Ceresole Alba）は、イタリア共和国ピエモンテ州クーネオ県にある基礎自治体（コムーネ）。

## 地理

### 位置・広がり

#### 隣接コムーネ
隣接するコムーネは以下の通り。括弧内のTOはトリノ県所属を示す。
- バルディッセーロ・ダルバ
- カルマニョーラ (TO)
- モンタルド・ロエーロ
- モンテーウ・ロエーロ
- ポイリーノ (TO)
- プラロルモ (TO)
- ソンマリーヴァ・デル・ボスコ

## 行政

### 分離集落
チェレゾーレ・アルバには、以下の分離集落（フラツィオーネ）がある。
- Borretti, Cappelli, Cabasse